# The Fugs
The Fugs — американская панк-рок-группа из Нью-Йорка, созданная в 1964 году Эдом Сандерсом и Нафтали «Тули» Купфербергом. Название группы придумал Купферберг — это отсылка к завуалированному мату из романа Нормана Мейлера «Нагие и мёртвые» (в оригинале там использовали «fug» вместо запретного слова «fuck»).
Группа стала одним из главных явлений андеграунда 1960-х и важной частью американской контркультуры того времени. Их музыка сочетала похабный юмор с жёсткой антивоенной позицией в отношении войны во Вьетнаме. Визитной карточкой группы является песня «Kill for Peace» («Убивать ради мира»), которая вошла в альбом The Fugs (1966).
В 1969 году корреспонденты обнаружили документы ФБР о рок-группе The Doors, где The Fugs были названы «самой похабной вещью, которую мог породить только человеческий разум».

## Формирование группы
Оригинальный состав состоял из Эда Сандерса, Тули Купферберга и Кена Уивера. в 1960-х годах к ним так же присоединялись Питер Стампфел и Стив Вебер из группы The Holy Modal Rounders, басист Джон Андерсон, гитаристы Винни Лири, Питер Кирни, Джон Калб, Стефан Гроссман, Джейк Джейкобс, Эрик Гейл, Кен Пайн и Дэнни Корчмар, клавишники Ли Крэбтри и Роберт Бэнкс, кларнетист Перри Робинсон и барабанщик Боб Мэйсон
В 1965 году группа подписала контракт с лейблом ESP-Disk, по словам The Fugs их выплаты были меньше чем 3%. Владельца лейбла, Бернарда Столлмана, неоднократно обвиняли в том, что он не выплачивал музыкантам положенные гонорары. В феврале 1967 года они заключили контракт с Atlantic Records где записали свой альбом  The Fugs Eat It , но его не выпустили.

## Профессиональный путь
The Fugs является сатирической рок группой с политическим уклоном, они выступали на множество антивоенных концертах: сначала против войны во Вьетнаме, с 1980-х против других конфликтов, где участвовала США. Их откровенные текста о сексе, наркотиках и политике из редко вызывали резкую реакцию ФБР в конце 1960-х годов.
В 1968 году дважды выступали в Европе: в мае 1968 года посетили Швецию и Данию где написали песню "The Swedish Nada" и играли с такими группами как Fleetwood Mac,  Ten Years After и The Nice. А в сентябре в Германии на фестивале Internationale Essener Songtage где они играли с Петером Брёцманом, Cuby and the Blizzards, Family, Guru Guru, Алексисом Корнером, Дэвидом Пилом и Tangerine Dream. 
В 1971 году подвергалась осуждениям Церковью Иисуса Христа Святых последних дней.
В 1994 году группа планировала выступить в Вудстоке(где Сандерс прожил много лет), чтобы отметить 25-летие знаменитого фестиваля 1969 года. который на самом деле проходил возле города Бетел в 50 милях оттуда. Узнав, что промоутеры готовят коммерческий фестиваль Woodstock '94 в августе того же года возле Согертиса (в 8 милях от Вудстока) с жёстким контролем и коммерциализацией, The Fugs организовали собственные концерты под названием "Настоящий фестиваль Вудсток", воссоздав атмосферу оригинального фестиваля 1969 года.
Купферберг скончался 12 июля 2010 года на Манхэттене в возрасте 86 лет.

## Состав группы
С 1964 года до февраля 1965:
Кенделл Кардт – вокал
Тули Купферберг – вокал
Эд Сандерс – вокал
Кен Уивер – вокал, конги
Стив Вебер – гитара, вокал
Питер Стампфел – скрипка, гармоника, вокал
Лето 1965:
Тули Купферберг - вокал, перкуссия
Эд Сандерс – вокал
Кен Уивер – вокал, ударные
Стив Вебер – гитара, вокал
Винни Лири – гитара, вокал
Джон Андерсон – бас-гитара, вокал
Сентябрь-декабрь 1965:
Тули Купферберг – вокал
Эд Сандерс – вокал
Кен Уивер – вокал, ударные
Декабрь 1965 - июль 1966:
Тули Купферберг – вокал
Эд Сандерс – вокал
Кен Уивер – вокал, ударные
Ли Крэбтри – клавишные, перкуссия
Винни Лири – гитара, вокал
Джон Андерсон – бас-гитара, вокал
Пит Карни – гитара, вокал
Июль - октябрь 1966:
Тули Купферберг – вокал
Эд Сандерс – вокал
Кен Уивер – вокал, ударные
Ли Крэбтри – клавишные, перкуссия
Джон Калб – соло-гитара
Винни Лири – ритм-гитара, вокал
Джон Андерсон – бас-гитара, вокал
Октябрь 1966 - весна 1967:
Эд Сандерс – вокал
Тули Купферберг – вокал
Кен Уивер – вокал, ударные
Ли Крэбтри – клавишные, перкуссия
Джейк Джейкобс - вокал, гитара
Чак Рейни – бас-гитара
Лето 1967 - лето 1967:
Тули Купферберг – вокал
Эд Сандерс – вокал
Кен Уивер – вокал, ударные
Кен Пайн - гитара, вокал
Дэнни Корчмар - гитара, скрипка
Чарльз Ларки - бас-гитара
Весна 1968 - март 1969:
Тули Купферберг – вокал
Эд Сандерс – вокал
Кен Уивер – вокал, ударные
Кен Пайн - гитара, вокал
Билл Вульф - бас-гитара, вокал
Боб Мэйсон - ударные
1984 – 2010
Тули Купферберг – вокал
Эд Сандерс – вокал
Стивен Тэйлор - вокал, гитара
Коби Бэтти – ударные, перкуссия, вокал
Скотт Петито – бас-гитара, клавишные
1984 – сегодня
Эд Сандерс – вокал
Стивен Тэйлор - вокал, гитара
Коби Бэтти – ударные, перкуссия, вокал
Скотт Петито – бас-гитара, клавишные

## Дискография

### Студийные альбомы
| Год  | Название                                                                                           | US Top 200 | Лейбл              |
| ---- | -------------------------------------------------------------------------------------------------- | ---------- | ------------------ |
| 1965 | The Village Fugs Sing Ballads of Contemporary Protest, Point of Views, and General Dissatisfaction | —          | Broadside/Folkways |
| 1966 | The Fugs First Album*                                                                              | 142        | ESP-Disk           |
| 1966 | The Fugs                                                                                           | 95         | ESP-Disk           |
| 1967 | The Fugs Eat It [unreleased]                                                                       | —          | Atlantic           |
| 1967 | Virgin Fugs                                                                                        | —          | ESP Disk           |
| 1968 | Tenderness Junction                                                                                | —          | Reprise            |
| 1968 | It Crawled Into My Hand, Honest                                                                    | 167        | Reprise            |
| 1969 | The Belle of Avenue A                                                                              | —          | Reprise            |
| 1986 | No More Slavery                                                                                    | —          | New Rose           |
| 1987 | Star Peace – A Musical Drama In Three Acts                                                         | —          | New Rose           |
| 2003 | The Fugs Final CD (Part 1)                                                                         | —          | Artemis            |
| 2010 | Be Free: The Fugs Final CD (Part 2)                                                                | —          | Fugs Records       |
| 2023 | Dancing In The Universe                                                                            | —          | Fugs Records       |

### Концертные альбомы
| Год  | Название                                 | Лейбл       |
| ---- | ---------------------------------------- | ----------- |
| 1970 | Golden Filth (Live at The Fillmore East) | Reprise     |
| 1984 | Refuse to Be Burnt Out                   | New Rose    |
| 1984 | Baskets of Love                          | Olufsen     |
| 1993 | Fugs Live in Woodstock                   | MUSIK/MUSIK |
| 1995 | The Real Woodstock Festival              | Big Beat    |

### Сборники
| Год  | Название                                           | Лейбл          | Примечание |
| ---- | -------------------------------------------------- | -------------- | --- |
| 1975 | Fugs 4, Rounders Score                             | ESP-Disk       | Включает записи с первых двух альбомов, а также два ранее не издававшихся трека из сессий записи дебютного альбома. (Также содержит четыре бонус-трека The Holy Modal Rounders, записанных во время тех же сессий).                          |
| 1982 | The Fugs Greatest Hits Vol. 1                      | PVC            | Включает треки с первых трёх студийных альбомов группы. |
| 1990 | Songs from a Portable Forest                       | Gazell         | Охватывает альбомы, записанные во время воссоединения группы в 1980-х. |
| 1994 | Live from The 60s                                  | Big Beat       | Этот альбом составлен из записей с различных (любительски записанных) концертных плёнок и домашних демо-версий. |
| 2001 | Electromagnetic Steamboat: The Reprise Recordings  | Rhino Handmade | Полное собрание четырёх альбомов Reprise включая все промо-версии, моно-миксы Tenderness Junction (кроме "Aphrodite Mass"), а также ранее не издававшиеся треки с подготовленного для Atlantic альбома в моно-формате с цензурными правками. |
| 2006 | Greatest Hits 1984–2004                            | Fugs Records   | |
| 2008 | Don't Stop! Don't Stop!                            | Big Beat       | Переиздание первых двух альбомов с бонусными треками: демо-версиями и концертными записями |
| 2010 | Tenderness Junction/It Crawled Into My Hand Honest | Floating World | Двойной альбом, объединяющий первые два релиза Reprise. В отличие от издания Rhino Handmade, где использовались оригинальные мастер-ленты, данный релиз оцифрован с виниловых пластинок.                                                     |